# Emilio Capri
Emilio Capri (Vicenza, 21 novembre 1917 – ...) è stato un calciatore italiano, di ruolo attaccante.

## Carriera
Giocò in Serie A con le maglie di Vicenza, Lazio e Torino.

## Palmarès

### Club

#### Competizioni nazionali
- Serie C: 1

Treviso: 1949-1950